# Сан-Хорхе (Уругвай)
Сан-Хорхе (исп. San Jorge) — населённый пункт сельского типа в центральной части Уругвая, в департаменте Дурасно.

## География
Расположен на автомобильной дороге № 100, примерно в 76 км к северо-востоку от её пересечения с дорогой № 14 и в 76 км от административного центра департамента, города Дурасно. Крупное водохранилище Ринкон-дель-Бонете находится в 13 км к северу от Сан-Хорхе. Ближайший к Сан-Хорхе населённый пункт — деревня Агуас-Буэнас, расположена в 7 км к юго-востоку. Абсолютная высота — 105 метров над уровнем моря.

## Население
Население по данным на 2011 год составляет 502 человека.
| Год  | Население |
| ---- | --------- |
| 1963 | 182       |
| 1975 | 173       |
| 1985 | 230       |
| 1996 | 376       |
| 2004 | 545       |
| 2011 | 502       |

Источник: Instituto Nacional de Estadística de Uruguay